# Comuna Stari Șompolî, Lîmanskîi
Stari Șompolî (în ucraineană Старі Шомполи) este o comună în raionul Kominternivske, regiunea Odesa, Ucraina, formată din satele Iakova, Kaseanî, Stari Șompolî (reședința) și Velîki Lamzakî.

## Demografie
Componența lingvistică a comunei Stari Șompolî
     Ucraineană (89,1%)
     Rusă (7,53%)
     Română (2,02%)
     Alte limbi (0,55%)
Conform recensământului din 2001, majoritatea populației comunei Stari Șompolî era vorbitoare de ucraineană (89,1%), existând în minoritate și vorbitori de rusă (7,53%) și română (2,02%).